# أخطبوط (جنس)
جنس الأخطبوط أو الأُخْبُوط هو جنس من رتبة الأخطبوطات يتبع فصيلة الأخطبوطيات، وهو أكبر أجناس الأخطبوطات ويضم أكثر من 100 نوع.

## معرض صور

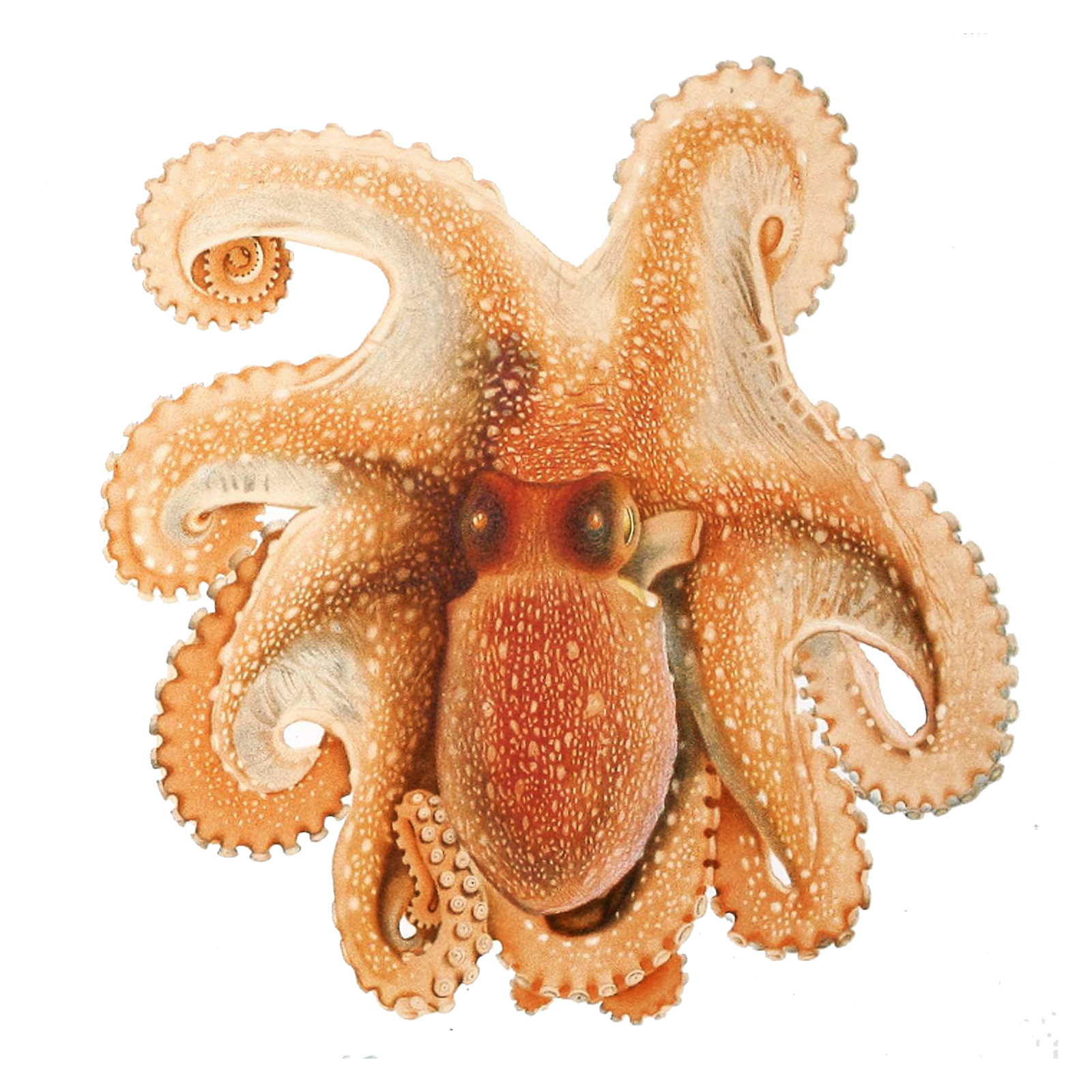
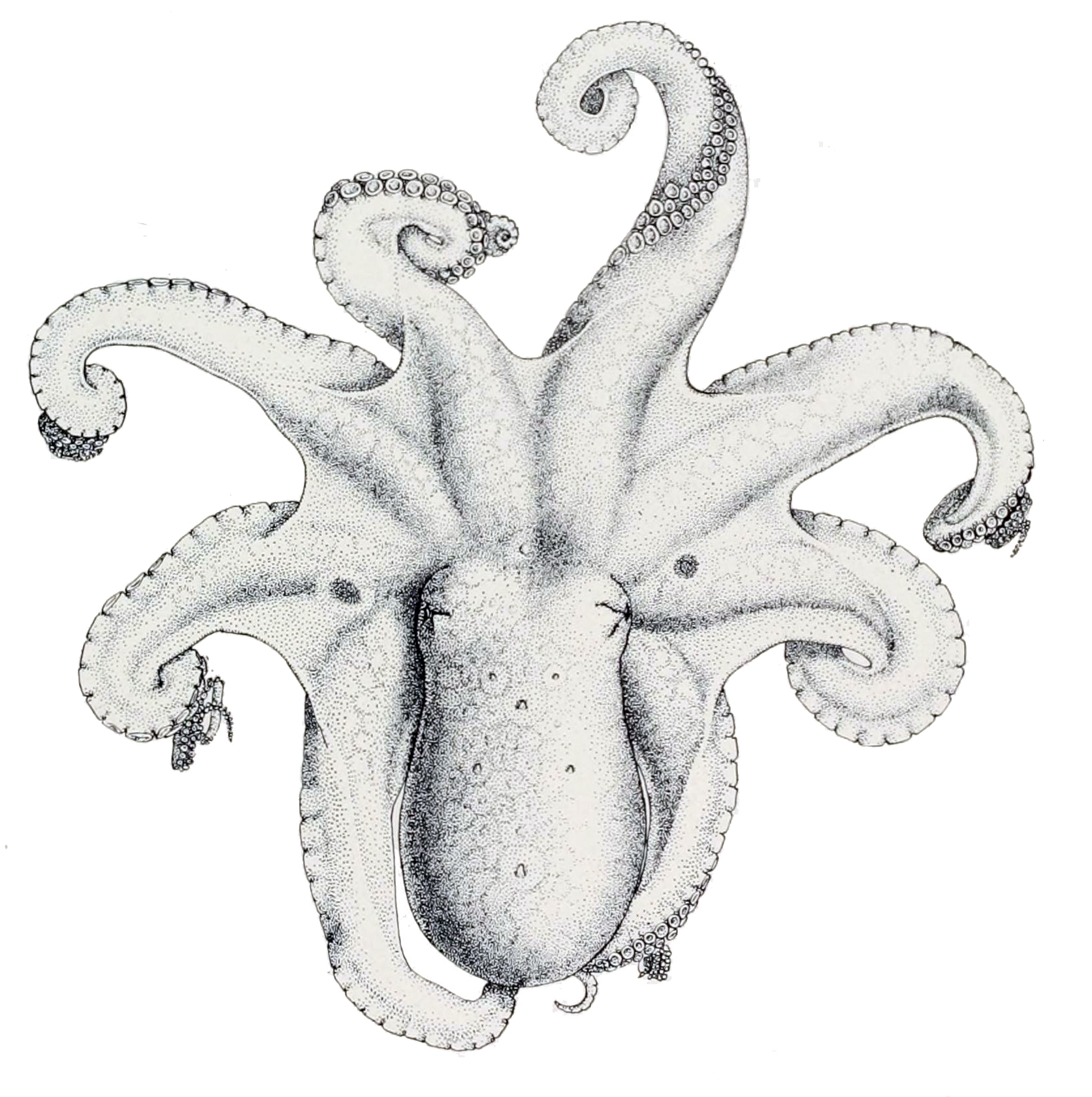
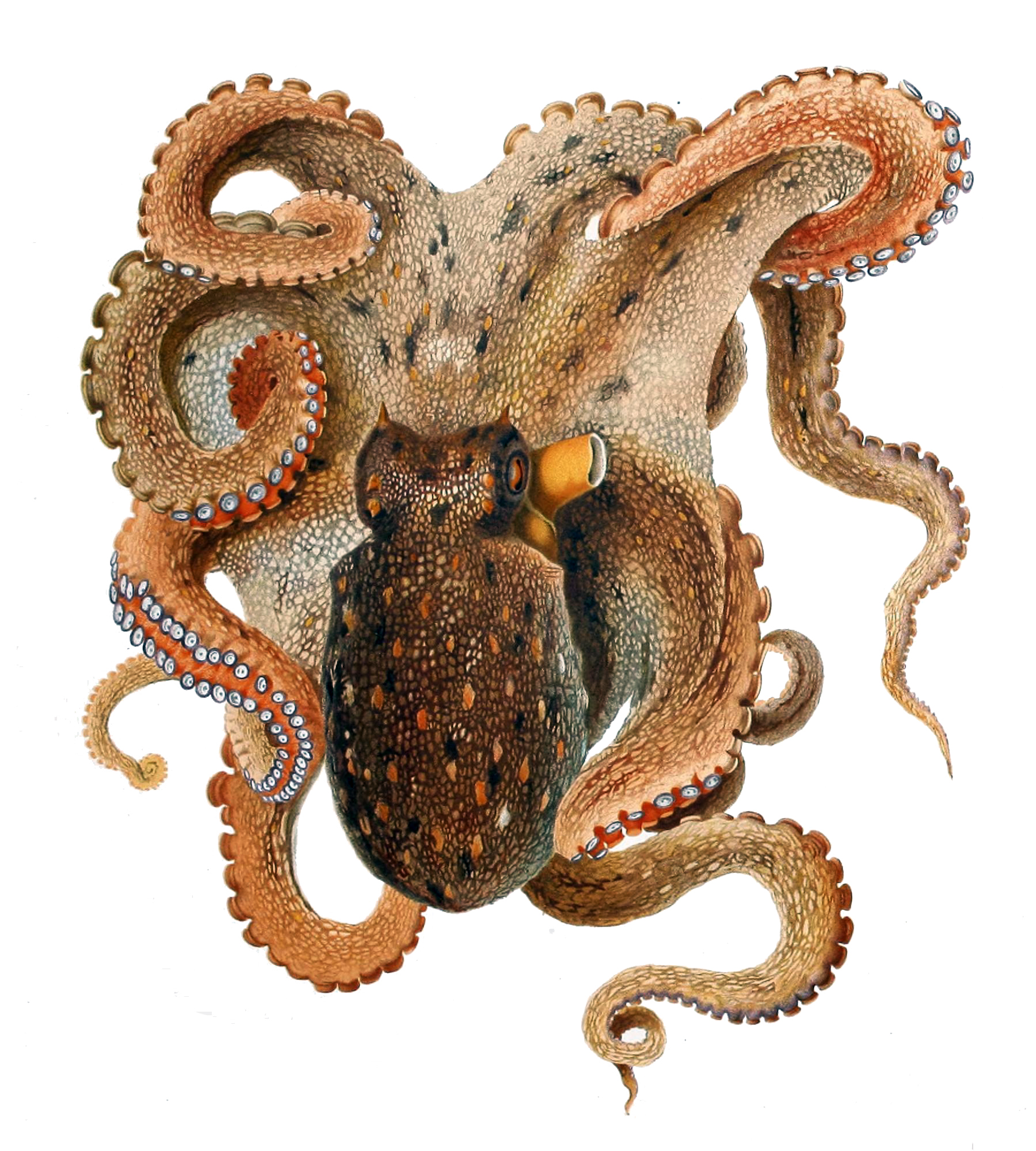
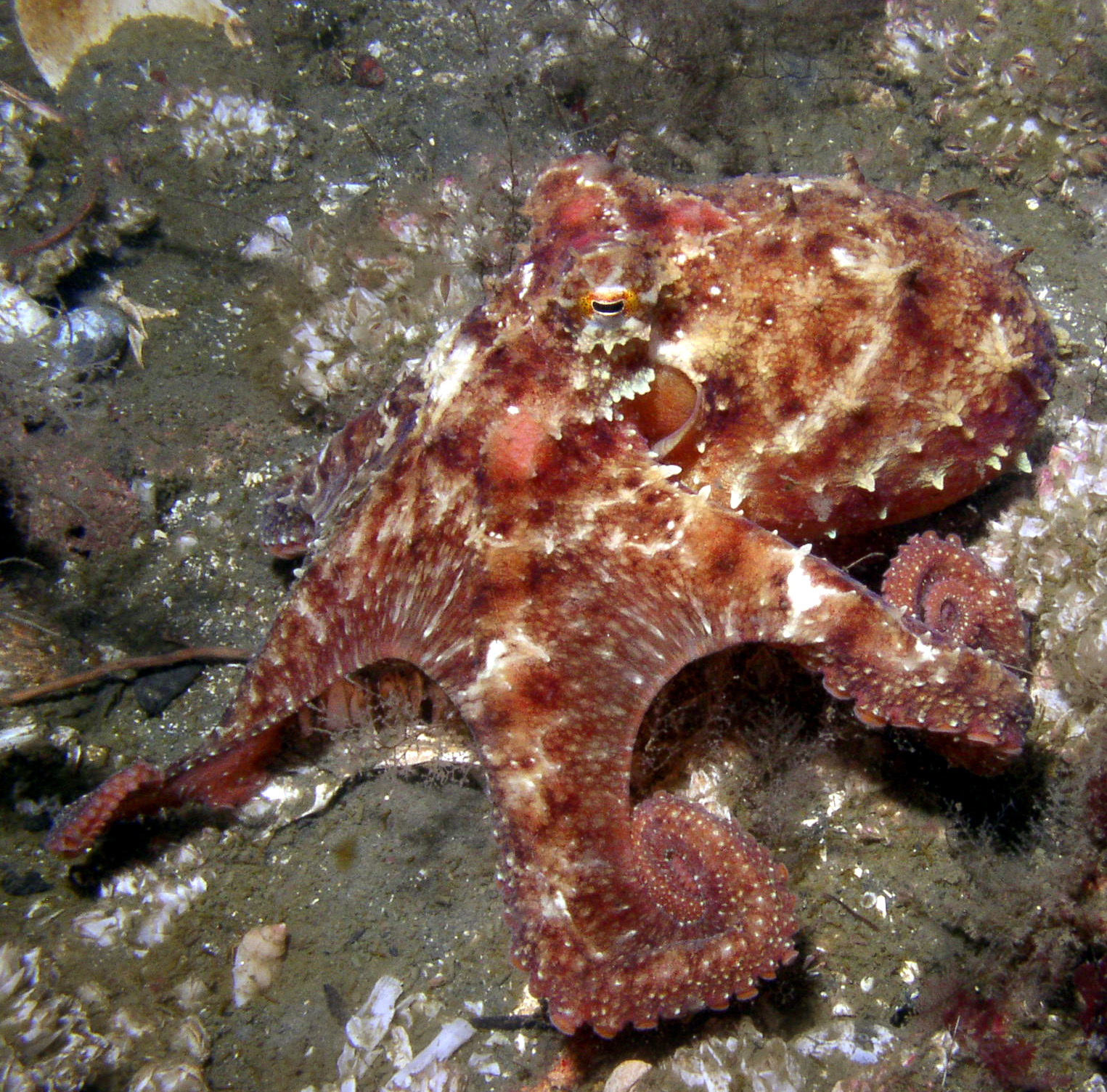